# لي بونتشيل
لي بونتشيل (بالفرنسية: Le Ponchel)‏ هي بلدية تقع في إقليم باد كاليه من منطقة نور با دو كاليه في شمال فرنسا. تبلغ مساحة هذه المدينة 4.68 (كم²)، وترتفع عن سطح البحر 27 م، يبلغ عدد سكانها 232 نسمة حسب إحصاء المعهد الوطني للإحصاء والدراسات الاقتصادية سنة 2009 م. وترأس Jacqueline Dewarumetz البلدية خلال فترة (2008-2014).